# Rheocles alaotrensis
Rheocles alaotrensis är en fiskart som först beskrevs av Pellegrin, 1914.  Rheocles alaotrensis ingår i släktet Rheocles och familjen Bedotiidae. IUCN kategoriserar arten globalt som sårbar. Inga underarter finns listade i Catalogue of Life.